# Roger Christian (réalisateur)
Pour les articles homonymes, voir Roger Christian et Christian.
Roger Christian est un réalisateur et scénariste britannique, né en 1944 à Londres.

## Filmographie

### Comme directeur artistique
- 1979 : Alien, le huitième passager de Ridley Scott

### Comme réalisateur
- 1981 : Black Angel (court métrage)
- 1981 : The Dollar Bottom (court métrage)
- 1982 : Rêves sanglants (The Sender)
- 1985 : Starship
- 1994 : Nostradamus
- 1995 : The Final Cut
- 1996 : Underworld (en)
- 1997 : Masterminds (en)
- 1999 : Star Wars, épisode I : La Menace fantôme de George Lucas (réalisateur 2e équipe)
- 2000 : Battlefield Earth - Terre champ de bataille - Réalisateur
- 2004 : American Daylight
- 2004 : Bandido - Réalisateur
- 2013 : La Malédiction de la pyramide (Prisoners of the Sun) (TV) - Réalisateur
- 2013 : Intuition maternelle (Dangerous Intuition) (TV) - Réalisateur
- 2013 : Invasion sur la Lune

## Distinctions
Il a reçu l'Oscar du meilleur court-métrage de fiction pour The Dollar Bottom en 1981. Il reçut l'Oscar des meilleurs décors pour La Guerre des étoiles (1978) et fut nommé dans cette même catégorie en 1980 pour Alien, le huitième passager.